# Grado API
Il grado API (simbolo: °API) è un'unità di misura utilizzata per indicare il peso specifico (rispetto all'acqua) di una miscela idrocarburica liquida (ad esempio greggio o gasolio).
L'appellativo di API è dovuto all'American Petroleum Institute, che ha sviluppato tale unità di misura.

## Calcolo
Per calcolare il grado API si esegue la seguente formula matematica:
{\displaystyle {\text{Grado API}}={\frac {141.5}{\text{SG}}}-131.5}
dove SG indica la gravità specifica della miscela (cioè la sua densità rispetto a quella dell'acqua) calcolata alla temperatura di 60 °F (cioè 15,5 °C).
Quindi una miscela che abbia gravità specifica pari a 0,825 è rappresentata da 40 °API.
Viceversa, una miscela che abbia gravità specifica pari a 1,014 avrà invece 8 °API.
Un grado API superiore a 10 (es. 40 °API, ovvero densità 0,825) indica che il petrolio è più leggero dell'acqua e perciò vi galleggia sopra. Un grado inferiore a 10 (es. 8 °API, densità 1,014), al contrario, indica che il petrolio è più pesante dell'acqua e, di conseguenza, affonda in essa.

## Miscele idrocarburiche pesanti e leggere
Convenzionalmente, una miscela idrocarburica è detta:
- "pesante": per gradi API minori di 25 (cioè con gravità specifica maggiore di 0,9);
- "leggera": per gradi API maggiori di 40 (cioè con gravità specifica minore di 0,83).

I petroli più leggeri, quindi con un più alto grado API, sono generalmente più costosi, in quanto da essi è possibile ottenere prodotti più pregiati, come la benzina (a parità di altre caratteristiche, come l'acidità e la presenza di solfuri).
Le miscele idrocarburiche possono essere di tipo:
- paraffinico-naftenico: generalmente di media densità e con poco zolfo;
- aromatico-intermedio: di solito dense e con tenore di zolfo elevato.